# 유리 베레시코
유리 빅토로비치 베레시코(러시아어: Ю́рий Ви́кторович Бережко, 1984년 1월 27일~)는 러시아의 배구 선수로 포지션은 아웃사이드 히터이다. 현재 러시아 슈퍼 리그의 벨로고리예 벨고로드 소속으로 뛰고 있다.
러시아 대표팀의 일원으로 활동했으며 2012년 하계 올림픽에서 금메달, 2008년 하계 올림픽에서 동메달을 획득했다. 또한 월드리그에서 2회 우승을 달성했다.